# 威视腐败案
威视腐败案指中国清华同方威视技术股份有限公司涉嫌在纳米比亚行贿的案件。中共中央总书记、国家主席胡锦涛的儿子胡海峰卷入这桩纳米比亚政府采购弊案，威视驻纳米比亚的一名代表以及另外两名当地人因涉及诈欺、贪污和行贿于被纳米比亚当局逮捕。三名嫌疑人分别是纳米比亚一家顾问公司的老板拉迈克和莫科萨瓦，以及威视公司驻纳米比亚的代表杨帆(音译：Yang Fan)。有关三人申请假释的聆讯被延后到2009年7月28日和29日举行。
威视腐败案牵威视和纳米比亚政府间价值超过5600万美元的机场和港口X射线扫描器合同。纳米比亚政府需先向威视支付约1300万美元的头期款，其余部分由北京方面提供给纳米比亚的贷款填平，而这个贷款的附带条件是要花在中国公司头上。纳米比亚反腐败委员会的消息说，该国财政部向威视付款的几个星期中，威视和纳米比亚一家名为「Teko贸易」的咨询公司签署了价值不菲的合同。纳米比亚政府付给威视的钱后来流进三名嫌疑人的口袋里。
法新社的报导援引法院官员的话说，上述三人一直被关在牢房中。纳米比亚反贪委员会（ACC）宣称已经掌握这家中国公司涉嫌在同当地一家公司的商业交易中犯有行贿和欺诈等罪行的证据。
纳米比亚检察总长办公室官员玛萨·伊玛尔瓦说，她曾前往北京，要求与威视公司前总裁胡海峰，以案件证人而非涉嫌人员的身份“面谈”。有纳米比亚政府工作人员对美国之音说，当地纳米比亚人通过电台广播得知今天要举行这次法庭听证，并且认为这个案件“非同小可”，因为胡锦涛的儿子胡海峰，曾经是这家中国高科技公司的主要负责人。

## 中国新闻封锁
法新社、美联社、英国《财经》杂志、《爱尔兰时报》、《商业周刊》等多家媒体报导说，中国封锁了互联网上所有这个案件的消息。2009年7月21日，中国大陆门户网站网易的科技频道以及新浪网的科技频道，被发现无法浏览，同日下午五点左右网站恢复时，有关胡海峰的搜索被关闭，其所领导的威视科技公司在纳米比亚涉嫌行贿的报导也被删除。

## 审判结果
在事件发生十年后的2019年进行判决，因检方提交的大部分证据被裁定不可采信且通过违法手段进行搜查，最终涉案三人均被无罪释放。